# Гилберт I де Невилл
Гилберт (I) де Невилл (англ. Gilbert de Neville; ум. после 1115/1118) — английский землевладелец в Линкольншире в конце XI века — начале XII века, первый достоверно известный представитель первого дома Невиллов. В 1086 году владел поместьем Уолкот в Линкольншире, держа его от аббатства Питерборо, а в 1115/1118 году в его владении находилось почти 8 запашек земли, рассеянных по нескольким округам Линкольншира.

## Биография
Точное происхождение Гилберта неизвестно. На основании родового прозвания Невиллов, а также их связям с аббатством Питерборо и Нормандией, исследователи сделали вывод о нормандском происхождении рода. Согласно поздней генеалогии, родоначальником рода был Балдерик Тевтон, сеньор Баквиля около Ко, который по легенде прибыл в Нормандию из Германии. Его сын Ричард, по своему фьефу Нойвиль около Тока (департамент Орн) получил патроним де Нойвиль (фр. de Neuville), который позже трансформировался в Невилл. Сыном Ричарда де Нойвилла указывается Гилберт де Невилл, который после нормандского завоевания перебрался в Англию. Некоторые источники указывают, что Гилберт де Невилл был адмиралом Вильгельма Завоевателя, которого Фульк Анжуйский снабдил 40 кораблями для флота. Также упоминается, что он был сенешалем Вильгельма Завоевателя в битве при Гастинсе.
Однако не существует документального подтверждения того, что Гилберт занимал высокое положение при Вильгельме Завоевателе. Сохранился перечень его земельных владений в 1115 году, исходя из которого можно сделать вывод о том, что он в 1086 году и начале XII века был мелким арендатором в Линкольншире. Возможно, что эта легенда была сочинена в то время, когда Невиллы стали могущественными, и книжники, желая угодить им, придумали в качестве предка Невиллов компаньона Вильгельма Завоевателя, что считалось в это время престижным.
Гилберт упоминается в книге Страшного суда в 1086 году как владелец поместья Уолкот в Линкольншире, держа его от аббатства Питерборо. Возможно, что его братом был Ральф де Невилл, который также держал землю от аббатства Питерборо.
Гилберт и его брат Ральф также упоминаются в проведённой в Линдси в 1115—1118 годах описи земель. Согласно ей, во владении Гилберта находилось почти 8 запашек земли, рассеянных по нескольким округам Линкольншира: 2 запашки и 2 бовата в Мидл Расене, 3 бовата в Северном Котсе, 1 запашка и 4,5 бовата в Улсеби, 2 бовата в Сталлингборо и 1 запашка и 2 бовата в Нетлетоне. Ральф де Невилл владел 1 запашкой в Норторпе. Вероятнее всего, Гилберт, как и его брат Ральф, был мелким арендатором в Линкольншире в конце XI — начале XII века.
Гилберт умер после 1115/1118 года. У него было минимум 2 сына, Гилберт (II) и Ральф, упоминаемые в 1125 году как землевладельцы в Линкольншире, которые могли содержать 1 рыцаря и треть рыцаря соответственно. От них пошли 2 линии рода.

## Брак и дети
Имя жены неизвестно. Дети:
- Гилберт II де Невилл (ум. после 1169), феодальный барон Эшби и Тойнтона в Линкольншире с 1162, родоначальник старшей линии рода Невиллов. Его внучка, Изабелла де Невилл, вышла замуж за Роберта Фиц-Малдреда (ум. 1242/1248), феодального барона Рэби, потомки которого унаследовали родовое прозвание Невиллов и владения этой ветви рода[4][6][7].
- Ральф де Невилл (ум. после 1125), родоначальник младшей линии рода Невиллов. Его сыном, возможно, был Алан де Невилл (ум. ок. 1176), главный лесничий королевских лесов во время правления Генриха II Плантагенета[4][7].